# Natalimyza milleri
Espèce
Natalimyza milleri est une espèce de diptères de la famille des Natalimyzidae.